# Ростислав Игоревич
Ростислав Игоревич (родился в XII веке — погиб в 1211/1212 году под Галичем) — русский князь из династии Ольговичей, сын Игоря Святославича. Вместе с братьями был приглашён на княжение в Галицкую землю, начал борьбу с местным боярством и был повешен. Некоторые исследователи считают, что Ростислав, упомянутый только в одном источнике один раз, в реальности не существовал.

## Биография
Ростислав Игоревич был сыном Игоря Святославича, одного из князей Черниговской земли, принадлежавшего к династии Ольговичей. По матери Ростислав приходился внуком галицкому князю Ярославу Осмомыслу; у него были четверо братьев — Владимир, Олег, Святослав и Роман. 
Известно, что после смерти Романа Волынского галицкие бояре пригласили Игоревичей к себе на княжение. Позже те были изгнаны венграми, потом вернулись, перебили несколько сотен бояр, но потерпели поражение. Владимир Игоревич с сыном бежали, а Святослав, Роман и Ростислав попали в плен и были повешены рядом с Галичем. Ростислав упоминается только в Галицко-Волынской летописи без отчества и только в связи с этим событием, причём Всеволод Чермный в 1212 году обвинил смоленских Ростиславичей в повешении только двух своих братьев. Поэтому в историографии существует гипотеза, что летописец ошибся и что в действительности Ростислава Игоревича не существовало.